# Rangkhani
Rangkhani (nepalski: राङखानी) – gaun wikas samiti w zachodniej części Nepalu w strefie Dhawalagiri w dystrykcie Baglung. Według nepalskiego spisu powszechnego z 2011 roku liczył on 907 gospodarstw domowych i 3807 mieszkańców (2180 kobiet i 1627 mężczyzn).